# Центральное (Армянское) кладбище
Центральное, или Армянское кладбище (рум. Cimitirul Central (Armenesc)) — одно из крупнейших и самых известных кладбищ в столице Молдовы — Кишинёве. Место захоронения многих известных деятелей истории и культуры Молдовы, Российской империи, Румынии и СССР. Название «Армянское» получило из-за того, что на него выходит улица Армянская, в свою очередь, названная от армянского подворья.

## История
Всесвятское православное кладбище Кишинёва создано в 1811 году. В середине XIX века на территории кладбища была построена церковь Всех Святых. До революции кладбище было строго православным, а в годы советской власти — общим.
Занимает площадь около 10 га. Самое старое захоронение датируется 1825 годом. В создании кладбища принимал участие А. О. Бернардацци.
В советское время площадь кладбища была сокращена, на месте бывших захоронений в 1958 году был открыт кинотеатр «40 лет ВЛКСМ» (современное название «Гаудеамус»). Более тридцати лет кладбище было закрыто для захоронений. Однако сейчас, по решению городского совета от 2010 года, «места под захоронения на Центральном кладбище полагаются лицам, удостоенным военных и трудовых наград (Орден Республики, Орден Стефана Великого) или аналогичных государственных наград бывшего СССР. Решением примара Кишинёва места для погребения на „Армянском“ предоставляются другим выдающимся людям».

## Воинский мемориал
В юго-восточной части кладбища Воинское мемориальное кладбище — место захоронения советских воинов и гражданских лиц, героически погибших в годы Великой Отечественной войны.
На его территории расположены братские и отдельные могилы 300 человек, погибших при защите и освобождении Кишинёва от немецко-румынских захватчиков. Здесь находятся могилы Героя Советского Союза А. Г. Карманова, командира 176-го гвардейского стрелкового полка подполковника С. Ф. Резниченко и других. На мемориальном кладбище похоронены члены подпольных групп, павшие в борьбе с фашистскими оккупантами, а также сотрудники милиции (подполковник А. М. Баженов, старшина Л. И. Спектор и др.), погибшие в мирное время при исполнении служебных обязанностей. На некоторых братских могилах установлены обелиски и мраморные надгробные плиты с именами павших. В центре кладбища воздвигнуто символическое надгробие из чёрного мрамора. На белой мраморной доске, установленной на его лицевой стороне, высечена пятиконечная звезда и надпись: «Вечная память героям!». По бокам установлены две мраморные плиты с надписью: «В братской могиле захоронены воины Советской Армии, погибшие в боях за освобождение Кишинёва в августе 1944 года».

## Значимые захоронения
Далее идёт случайная выборка имён, нарушающая ВП:СПИСКИ. Для получения более полной информации см. Похороненные на Центральном (Армянском) кладбище
1910 годы
- Алексей Матеевич (1888—1917) — поэт и переводчик, автор стихотворения «Наш язык», ставшего гимном Молдовы.

1920 годы
- Владимир Херца (1868—1924) — юрист, политический деятель
- Леонид Добронравов (1867—1926) — русский, румынский и французский писатель
- Карл Шмидт (1846—1928) — городской голова Кишинёва (1877—1928)

1930 годы
- Тома Чорба (1864—1936) — врач, организатор здравоохранения и общественный деятель.
- Михаил Чакир (1861—1938) — гагаузский священнослужитель и просветитель, инициатор книгопечатания на молдавском и гагаузском языках.

1940 годы
- Сергей Ницэ (1883—1940) — молдавский и румынский политический деятель, Министр Бессарабии (1920—1921, 1926—1927).
- Александр Плэмэдялэ (1888—1940) — скульптор.
- Михаил Березовский (1868—1940) — молдавско-румынский композитор.
- Александр Кристя (1890—1942) — композитор, дирижёр и автор Государственного гимна Молдовы
- Сергей Кулжинский (1880—1947) — советский украинский агроном, профессор.
- Иван Заикин (1880—1948) — российский и молдавский артист цирка, борец; один из пионеров авиации в России.
- Павел Пискарёв (1875—1949) — русский художник-монументалист и станковист.

1950 годы
- Штефан Няга (1900—1951) — композитор, пианист и дирижёр.
- Евгений Кока (1893—1954) — скрипач и композитор.
- Тихон Константинов (1898—1957) — первый Председатель Совета Народных Комиссаров Молдавской АССР (1940—1941), кавалер ордена Ленина.
- Александр Гавронский (1888—1958) — советский кинорежиссёр.
- Николай Димо (1873—1959) — русский и молдавский советский почвовед, кавалер ордена Ленина.

1960 годы
- Фёдор Бровко (1904—1960) — первый Председатель Президиума Верховного Совета Молдавской ССР (1941—1951), кавалер ордена Ленина
- Лазарь Дорохов (1900—1964) — ботаник и физиолог растений, академик
- Ливиу Деляну (1911—1967) — молдавский и румынский поэт, классик послевоенной молдавской литературы.

1970 годы
- Николай Коваль (1904—1970) — Председатель Совета министров Молдавской ССР (1945—1946), 2-кратный кавалер ордена Ленина.
- Александр Утка (1911—1972) — хозяйственный и государственный деятель, Герой Социалистического Труда, кавалер ордена Ленина.
- Николай Старостенко (1897—1972) — врач, профессор, кавалер ордена Ленина.
- Алексей Стырча (1919—1974) — композитор и певец (баритон).
- Иосиф Балцан (1923—1975) — поэт
- Яким Гросул (1912—1976) — историк, академик, первый председатель Академии наук Молдавской ССР (1961—1976), 2-кратный кавалер ордена Ленина.
- Антон Аблов (1905—1978) — химик, академик.

1980 годы
- Кирилл Ильяшенко (1915—1980) — Председатель Президиума Верховного Совета Молдавской ССР (1963—1980), 2-кратный кавалер ордена Ленина.
- Иван Кодица (1899—1980) — Председатель Президиума Верховного Совета Молдавской ССР (1951—1963), кавалер ордена Ленина.
- Иван Жосул (1927—1980) — журналист
- Тимофей Гуртовой (1919—1981) — дирижёр, Народный артист СССР, кавалер ордена Ленина.
- Герасим Рудь (1907—1982) — Председатель Совета министров Молдавской ССР, 3-кратный кавалер ордена Ленина.
- Никита Салогор (1901—1982) — первый Председатель Верховного Совета Молдавской ССР (1941—1947).
- Лазарь Дубиновский (1910—1982) — скульптор-портретист, кавалер ордена Ленина.
- Емилиан Буков (1909—1984) — прозаик, поэт, Герой Социалистического Труда, 2-кратный кавалер ордена Ленина.
- Андрей Дога (1932—1984) — самбист, мастер спорта СССР
- Борис Раисов (1928—1984) — певец (баритон)
- Михаил Ярошенко (1900—1985) — украинский и молдавский гидробиолог, академик.
- Порфирий Дьяков (1900—1985) — советский генерал, 2-кратный кавалер ордена Ленина.
- Николай Тестемицану (1927—1986) — хирург, министр здравоохранения Молдавской ССР (1963—1968), кавалер ордена Республики.
- Павел Боцу (1933—1987) — поэт, Председатель Верховного Совета Молдавской ССР (1980—1985).
- Георгий Менюк (1918—1987) — писатель.
- Дмитрий Георгицэ (1917—1987) — музыкант, композитор
- Нина Масальская (1901—1989) — российская и молдавская актриса, Народная артистка ССР.
- Валерий Купча (1929—1989) — актёр, режиссёр, кавалер ордена Республики.
- Александр Козмеску (1922—1989) — прозаик, драматург.

1990 годы
- Тамара Чебан (1914—1990) — певица (сопрано), Народная артистка СССР, кавалер ордена Ленина.
- Андрей Лупан (1912—1992) — писатель, поэт, Председатель Верховного Совета Молдавской ССР (1963—1967), Герой Социалистического Труда, 2-кратный кавалер ордена Ленина.
- Дойна (1958—1992) и Ион Алдя-Теодорович (1954—1992) — музыкальный дуэт, кавалеры ордена Республики.
- Ион Ватаману (1937—1993) — поэт, публицист, политический деятель, кавалер ордена Республики.
- Антон Крихан (1893—1993) — бессарабский политический и общественный деятель, экономист.
- Николай Костенко (1913—1993) — писатель, кавалер ордена Республики.
- Богдан Истру (1914—1993) — поэт, кавалер ордена Ленина.
- Николай Костин (1936—1995) — примар Кишинёва (1990—1994), кавалер ордена Республики.
- Семён Кожухарь (1904—1995) — Председатель Президиума Верховного Совета Молдавской ССР (1951—1959).
- Сергей Лункевич (1934—1995) — дирижёр, скрипач и композитор. Народный артист СССР, кавалер ордена Республики.
- Анжела Пэдурару (1938—1995) — певица, исполнительница народных песен.
- Тамара Алёшина-Александрова (1928—1996) — оперная певица (меццо-сопрано), Народная артистка СССР.
- Владимир Андрунакиевич (1917—1997) — математик, академик, кавалер ордена Ленина, кавалер ордена Республики.
- Пётр Теодорович (1950—1997) — певец, композитор.
- Анатолий Мамонтов (1949—1997) — легкоатлет, чемпион СССР
- Павел Чумак (1925—1997) — военнослужащий, Герой Советского Союза.
- Кирилл Штирбу (1915—1997) — актёр, Народный артист СССР, кавалер ордена Ленина, кавалер ордена Республики.
- Владимир Бояринцев (1921—1997) — подполковник, Герой Советского Союза.
- Валентин Гуцу (1942—1998) — самбист и дзюдоист, серебренный призёр чемпионата Европы по дзюдо.
- Сергей Радауцан (1926—1998) — физик, академик, Председатель Верховного Совета Молдавской ССР (1967—1971), кавалер ордена Республики.
- Михаил Греку (1916—1998) — живописец, кавалер ордена Республики.
- Борис Трубецкой (1909—1998) — историк русской литературы, учёный-пушкинист.
- Артём Лазарев (1909—1998) — историк, Председатель Верховного Совета Молдавской ССР (1971—1980), 2-кратный кавалер ордена Ленина, кавалер ордена Республики.
- Пётр Фотеско (1913—1999) — машинист, Герой Социалистического Труда, 2-кратный кавалер ордена Ленина.

2000 годы
- Георгий Гимпу (1937—2000) — политический деятель, кавалер ордена Республики.
- Вениамин Апостол (1938—2000) — актёр, режиссёр, кавалер ордена Республики.
- Виктор Коварский (1929—2000) — физик, академик.
- Наталья Георгиу (1914—2001) — хирург, кавалер ордена Республики.
- Борис Нестерук (1956—2001) — легкоатлет, мастер спорта СССР
- Виктор Телеукэ (1933—2002) — поэт, писатель, кавалер ордена Республики.
- Людмила Ерофеева (1937—2003) — оперная певица (сопрано), Народная артистка СССР.
- Николай Сулак (1936—2003) — эстрадный певец, Народный артист СССР, кавалер ордена Республики.
- Константин Константинов (1915—2003) — актёр театра и кино, кавалер ордена Республики.
- Григорий Григориу (1941—2003) — актёр
- Василий Загорский (1926—2003) — композитор, пианист, кавалер ордена Республики.
- Павел Барбалат (1935—2004) — юрист, первый председатель Конституционного суда Молдовы (1995—2001), кавалер ордена Республики.
- Кирилл Драганюк (1931—2004) — врач, министр здравоохранения Молдавской ССР (1974—1990), Герой Социалистического Труда, кавалер ордена Ленина.
- Василий Паскару (1937—2004) — кинорежиссёр и сценарист.
- Мефодий Апостолов (1915—2004) — актёр, кавалер ордена Ленина, кавалер ордена Республики.
- Николай Корлэтяну (1915—2005) — лингвист, академик, кавалер ордена Ленина, кавалер ордена Республики.
- Ада Зевина (1918—2005) — художница, кавалер ордена Республики.
- Евгений Уреке (1917—2005) — актёр театра и кино, оперный певец (бас), Народный артист СССР, кавалер ордена Республики.
- Ион Шкуря (1935—2005) — актёр театра и кино, кавалер ордена Республики.
- Дионис Танасоглу (1917—2006) — гагаузский поэт, драматург и прозаик.
- Георгий Водэ (1934—2007) — поэт, кинорежиссёр
- Михай Долган (1942—2008) — музыкант, композитор, кавалер ордена Республики.
- Василий Василаке (1926—2008) — писатель, редактор, кавалер ордена Республики.
- Григорий Виеру (1935—2009) — поэт, кавалер ордена Республики.
- Алексей Маринат (1924—2009) — писатель, драматург, кавалер ордена Республики.

2010 годы
- Архип Чиботару (1935—2010) — писатель, поэт, драматург, кавалер ордена Республики.
- Домника Дариенко (1919—2010) — актриса, Народная артистка СССР, кавалер ордена Республики.
- Анатолий Кодру (1936—2010) — писатель, кинорежиссёр, кавалер ордена Республики.
- Иван Дробенко (1929—2010) — физик, изобретатель.
- Пётр Баракчи (1929—2010) — актёр, кавалер ордена Республики.
- Евгения Тодорашко (1936—2010) — актриса, кавалер ордена Республики.
- Валерий Гажиу (1938—2010) — кинорежиссёр, сценарист, кавалер ордена Республики.
- Михаил Платон (1932—2011) — экономист, государственный деятель, кавалер ордена Ленина, кавалер ордена Республики.
- Леонида Лари (1949—2011) — молдавская и румынская поэтесса, писательница, кавалер ордена Республики.
- Александр Громов (1925—2011) — писатель-фантаст.
- Иван Калин (1932—2012) — Председатель Совета министров Молдавской ССР (1985—1990), кавалер ордена Ленина, кавалер ордена Республики.
- Мария Биешу (1935—2012) — оперная певица (сопрано), Народная артистка СССР, Герой Социалистического Труда, 2-кратный кавалер ордена Ленина, кавалер ордена Республики.
- Валентин Мындыкану (1930—2012) — филолог, публицист, кавалер ордена Республики.
- Аурелий Бусуйок (1928—2012) — поэт, сценарист, кавалер ордена Республики.
- Вера Гарштя (1927—2012) — дирижёр, Народная артистка СССР, кавалер ордена Республики.
- Андрей Андриеш (1933—2012) — физик, академик, председатель Академии наук Молдовы (1989—2004), кавалер ордена Республики.
- Иван Попушой (1924—2012) — вирусолог, академик, кавалер ордена Республики.
- Дмитрий Фусу (1938—2014) — актёр, режиссёр, сценарист, кавалер ордена Республики.
- Констанца Тырцэу (1930—2014) — актриса театра и кино, диктор радио и телевидение.
- Павел Ривилис (1936—2014) — композитор
- Тимофей Мошняга (1932—2014) — врач, общественный деятель, министр здравоохранения Молдовы (1994—1997), Народный врач СССР, кавалер ордена Ленина, кавалер ордена Республики.
- Василий Анестиади (1928—2014) — морфолог, академик, кавалер ордена Республики.
- Михай Волонтир (1934—2015) — актёр театра и кино, Народный артист СССР, кавалер ордена Республики.
- Дмитрий Блажину (1934—2015) — скрипач, композитор, кавалер ордена Республики.
- Анатолий Думитраш (1955—2016) — эстрадный певец и композитор.
- Анатолий Чобану (1934—2016) — лингвист, академик, кавалер ордена Республики.
- Пётр Солтан (1931—2016) — математик, академик, кавалер ордена Республики.
- Николай Есиненку (1940—2016) — писатель, режиссёр, драматург, кавалер ордена Республики.
- Владимир Цинклер (1937—2016) — футболист и тренер.
- Михаил Лупашку (1928—2016) — учённый, академик, Председатель Верховного Совета Молдавской ССР (1985—1986), кавалер ордена Ленина, кавалер ордена Республики.
- Михай Курэгэу (1928—2016) — актёр театра и кино, кавалер ордена Республики.
- Ион Унгуряну (1935—2017) — актёр, режиссёр, первый министр культуры Молдовы (1990—1994), 2-кратный кавалер ордена Республики.
- Александр Мошану (1932—2017) — историк, первый Председатель Парламента Молдовы (1991—1993), кавалер ордена Республики.
- Павел Влад (1936—2017) — химик, академик, кавалер ордена Республики.
- Владимир Курбет (1930—2017) — балетмейстер, руководитель ансамбля «Жок», Народный артист СССР, кавалер ордена Республики.
- Ион Чубук (1943—2018) — политический и государственный деятель, Премьер-министр Молдовы (1997—1999).
- Андрей Тимуш (1921—2018) — экономист, академик, кавалер ордена Республики.
- Дмитрий Моцпан (1940—2018) — политический деятель, Председатель Парламента Молдовы (1997—1998), кавалер ордена Республики.
- Элеонора Романеску (1926—2019) — художница, кавалер ордена Республики.

2020 годы
- Штефан Петраке (1949—2020) — музыкант, певец народной музыки, кавалер ордена Республики.
- Валентина Савицкая (1927—2020) — оперная певица (сопрано).
- Валерий Муравский (1949—2020) — первый Премьер-министр Молдовы (1991—1992), кавалер ордена Республики.
- Николай Дабижа (1948—2020) — поэт, писатель, кавалер ордена Республики.
- Юрий Хармелин (1954—2020) — театральный режиссёр, кавалер ордена Республики.
- Антон Гэмурарь (1950—2021) — генерал полиции, кавалер ордена Республики.
- Юрий Садовник (1951—2021) — музыкант, певец народной музыки, кавалер ордена Республики.
- Валентина Русу-Чобану (1920—2021) — художница, кавалер ордена Республики.
- Георгий Цыбырнэ (1944—2022) — онколог, академик, кавалер ордена Республики.
- Юрий Горшков (1944—2022) — танцовшик, хореограф, кавалер ордена Республики.
- Мирча Снегур (1940—2023) — первый Президент Молдовы (1990—1997), кавалер ордена Республики.
- Спиридон Вангели (1932—2024) — писатель, кавалер ордена Республики.
- Григорий Еремей (1935—2025) — последний Первый секретарь ЦК КП Молдавской ССР (1991).
- Владимир Бешлягэ (1931—2025) — писатель, кавалер ордена Республики
- Евгений Дога (1937—2025) — композитор, общественный деятель, Народный артист СССР, кавалер ордена Республики.

## Другие
- Карагеоргиевич, Алексей — сербский принц.
- Гулак-Артемовский — друг царевича Георгия Александровича.
- представители рода Крупенских — видные деятели Бессарабской губернии Российской империи.
- представители рода Дадиани
- Тут же покоится прах около двадцати русских генералов, кавалеров ордена Александра Невского.